# Elementært

Elementært (original titel: Elemental) er en amerikansk computeranimeret spillefilm fra 2023, skabt af Pixar Animation Studios. Den er instrueret af Peter Sohn og med manuskript af Brenda Hsueh.
Filmen fik biografpremiere i Danmark d. 6. juli 2023, og er udgivet af Walt Disney Studios Motion Pictures. Den havde verdenspremiere på filmfestivalen i Cannes d. 27. maj samme år.

## Handling
Filmen udspiller sig i byen Element City, hvor alle elementer - ild, vand, jord og luft - lever sammen. Vi følger Ilena, en sej, kvik og ilter ung kvinde, hvis venskab med en sjov, sentimental, flydende-med-strømmen-fyr ved navn Evan udfordrer hendes opfattelse af den verden, de lever i.

## Medvirkende
Figurernes danske navne i parentes.
| Figur               | Originale stemmer | Danske stemmer       |
| ------------------- | ----------------- | -------------------- |
| Ember Lumen (Ilena) | Leah Lewis        | Zelma Lewerissa      |
| Wade Ripple (Evan)  | Mamoudou Athie    | Alvin Olid Bursøe    |
| ...                 | ...               | Runi Lewerissa       |
| ...                 | ...               | Nukâka Coster-Waldau |

- M.fl.[2]

## Produktion
Den 16. maj 2022 annoncerede Pixar en ny film med titlen Elemental, med Peter Sohn som instruktør og Denise Ream som producer. Sohn og Ream genforenedes efter tidligere at have arbejdet sammen på Den gode dinosaur (2015). Brenda Hsueh blev ansat til at skrive manuskriptet, da hun tidligere havde arbejdet som kreativ konsulent på filmen Rød (2022).
Den 9. september 2022, under D23 Expo, præsenterede Sohn, Ream og Pete Docter et første smukig på filmen. På Disney Fair blev det også afsløret, at Leah Lewis og Mamoudou Athie var blevet castet i hovedrollerne som henholdsvis Ilena og Evan.
Den 7. februar 2023 blev Thomas Newman bekræftet som komponist på Elementært. Filmen er hans fjerde samarbejde med studiet efter Find Nemo (2003), WALL-E (2008) og Find Dory (2016) og Newmans første Pixar-film, der ikke er instrueret af Andrew Stanton